# Rifugio Pontese
Il rifugio Pontese è un rifugio situato nel comune di Locana (TO), in Valle dell'Orco, nel Parco Nazionale del Gran Paradiso, a  2.217 m s.l.m nelle Alpi Graie. 

## Storia
Il rifugio viene inaugurato nel 1967.

## Caratteristiche e informazioni
Il rifugio è collocato nel versante sud del massiccio del Gran Paradiso nel  vallone di Piantonetto (laterale della valle dell'Orco) sopra il lago di Teleccio. Ha una capienza di settanta posti.

## Accessi
L'accesso a piedi inizia dal lago di Teleccio ed avviene in circa 45 minuti.

## Ascensioni
- Torre del Gran San Pietro - 3.692 m
- Roccia Viva - 3.650 m
- Becca di Gay - 3.621 m
- Testa di Money - 3.572 m
- Punta Ondezana - 3.492 m.

## Traversate
- Bivacco Carpano - 2.880 m
- Bivacco Ivrea - 2.770 m
- Giro del Gran Paradiso, bellissima traversata sci alpinistica: al rifugio Pontese si arriva dal rifugio Vittorio Emanuele e si prosegue il giorno successivo per Lillaz, in val di Cogne, dove termina il giro.